# Полосатогрудый зимородок
Полосатогру́дый зиморо́док (лат. Alcedo euryzona) — вид птиц  семейства зимородковых. Подвидов не выделяют. Эндемик индонезийского острова Ява.

## Описание
Полосатогрудый зимородок длиной 17 см несколько больше чем встречающийся в Европе обыкновенный зимородок. У самцов синяя полоса на груди и чёрный клюв. У самки нижний клюв красноватый. Другие признаки этого вида: белое горло, голова и верхние стороны крыльев тёмно-синие, грудь, брюхо и нижние стороны крыльев белые или имеют светлую оранжевую окраску.

## Распространение
Полосатогрудый зимородок является эндемиком Явы. Обитает в тропических влажных джунглях.

## Поведение
Полосатогрудый зимородок охотится из засады. Он питается маленькими рыбами, ракообразными, насекомыми и мелкими рептилиями.